# Canale Ozzeri-Rogio
Il canale Ozzeri-Rogio è un canale a doppia pendenza, che costituisce lo scolo principale della piana di Lucca e dei rilievi nord del monte Pisano.

## Origine

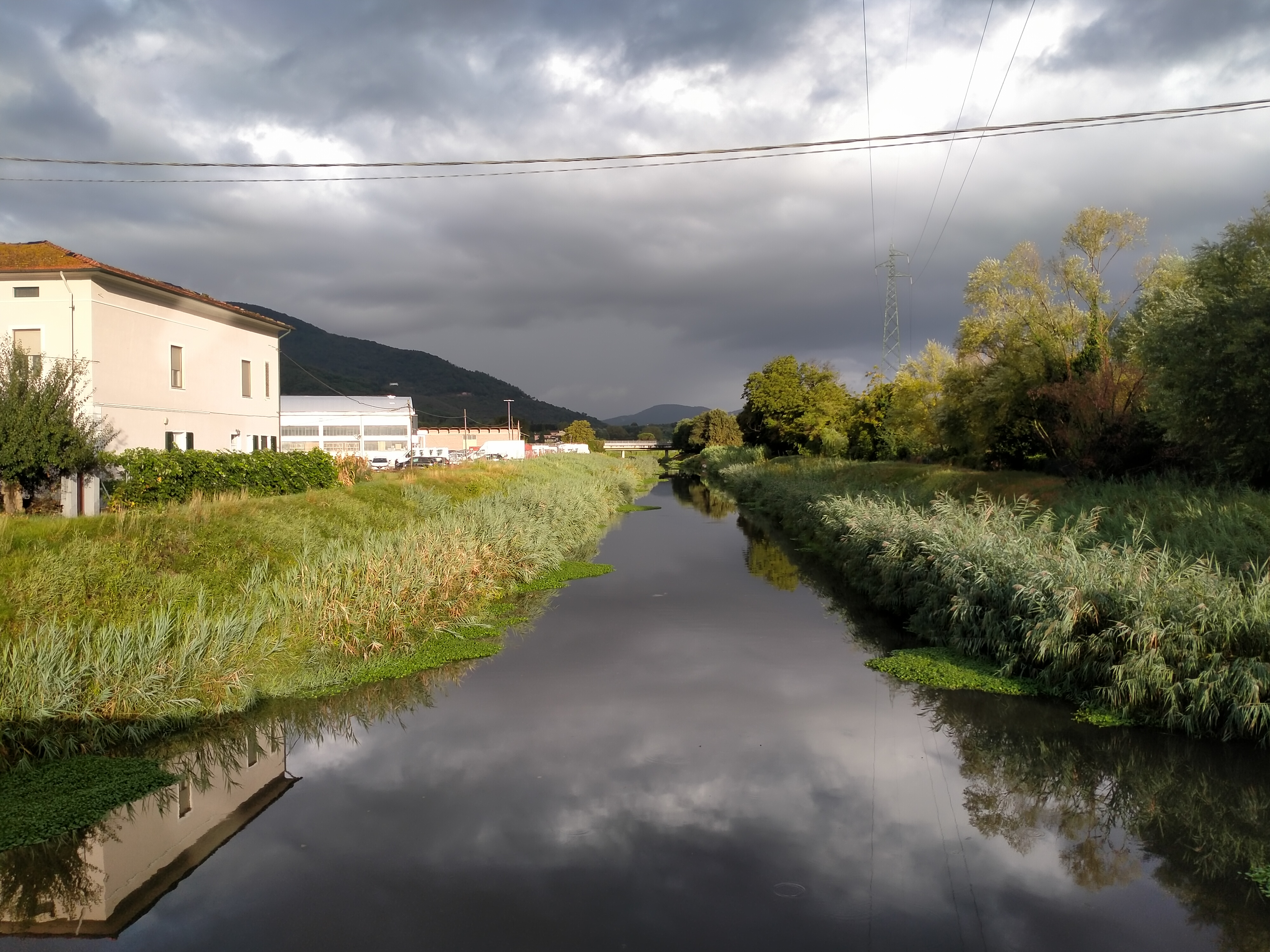
Il canale Ozzeri a San Concordio (Lucca)

Dal fosso Ozzoretto, che drena le acque di una parte della piana a est del fiume Serchio, si originano l'Ozzeri ed il Rogio. L'Ozzeri si dirige verso ovest confluendo nel Serchio mentre il Rogio si dirige verso est confluendo nel canale Imperiale, immissario del lago di Bientina. Il perno, ovvero lo spartiacque tra i due segmenti di canale, è sito a Pontetetto.

## Percorso dell'Ozzeri
L'Ozzeri da Montuolo in poi passa quasi parallelo al fiume Serchio, fino a Rigoli dove, con un sistema di porte vinciane a protezione dalle piene del fiume, sfocia definitivamente nel fiume Serchio. In quel punto è presente anche una piccola centrale elettrica che sfrutta il salto di livello tra il canale e il fiume.

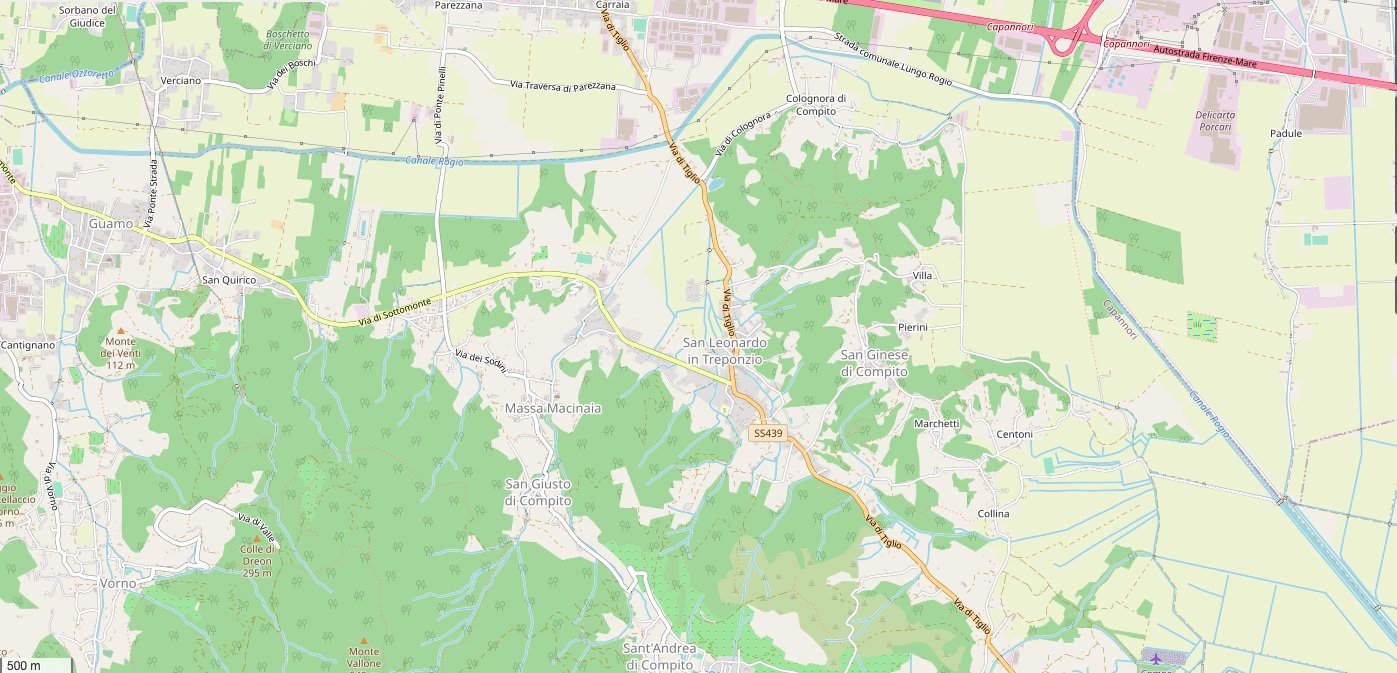
Percorso del canale Rogio, dalla sua origine (a destra nella figura) fin quasi al suo sbocco terminale (a sinistra in basso).

## Percorso del Rogio

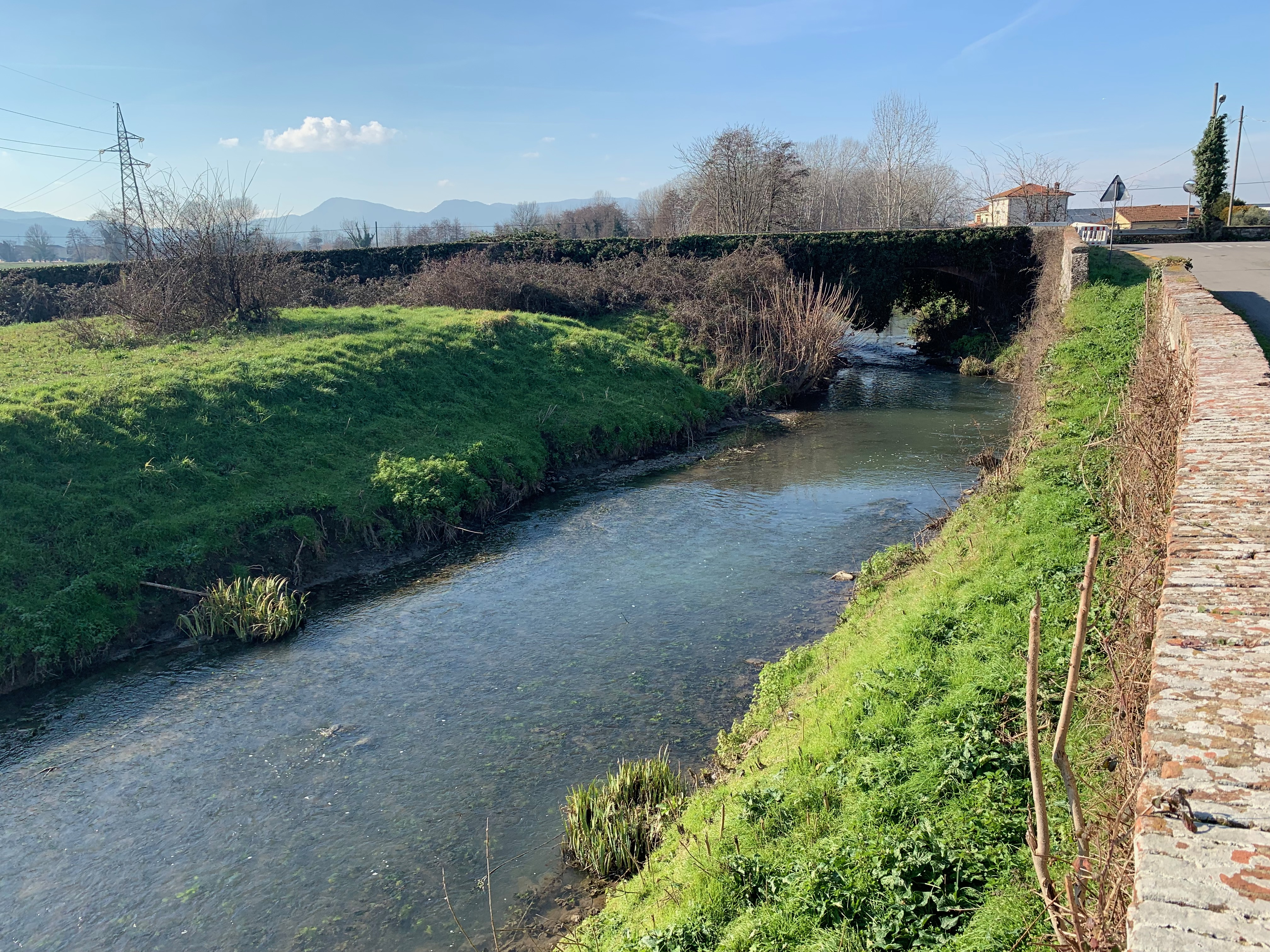
Ponte delle Murelle sul Rogio a Colognora di Compito

Il canale ha ancora un ampio bacino ed i ponti sono così alti da permettere lo scorrimento di barche alte qualche metro, per le quali i lucchesi fino al secolo XIX si potevano vantare d'avere un canale navigabile, che poteva consentire senza sforzo di recapitare a mare le merci lavorate nella città dall'antico porto di San Concordio, detto anche della Formica.
Tra il Ponte delle Cateratte ed il Ponte Strada, prende origine il canale della Formica, che un tempo conduceva al Porto della Formica, ora interrato. Fu il porto di Lucca e continuò ad essere usato fino alla fine del secolo XIX , quando venne soppiantato dalla farrovia. Era situato a circa 300 mt. da Porta S.Pietro.
Dopo la conflueza con l'Ozzeretto, che lascia alla sua sinistra,  il  Rogio corre verso est a sud dell'abitato di Verciano.Quindi il canale sottopassa ponti che sono presenti almeno fin dal "600: il Ponte Pinelli, il Ponte Maggiore e quindi il Ponte delle Murelle. Subito dopo lascia alla propria destra Villa Altogradi oggi denominata Adorni-Braccesi, supera l'abitato di Colognora di Compito e riceve il rio di Massa Macinaia, il rio Arpino ed il rio del Frizzone. Successivamente piega in direzione sud inoltrandosi nell'alveo del Lago di Bientina; dopo il "Palazzaccio" e "Casa Bertolucci", raddrizza il proprio corso in direzione sud est e riceve dalla sponda est la Fossa Nera. All'altezza della località "La Baracca" si forma un sistema di canali paralleli per raccogliere le acque della Visona di Compito e della Fossa Nuova, oltre a quelle del canale della Forra e del rio Riseccoli, che arriva dall'area dal Lago della Gherardesca, convogliandole tutte, una volta superata la Casa dell'Isola, nella Fossa Navareccia, costituendo in tal modo il Canale cosiddetto Emissario:  questo canale scarica in mare, una volta passato sotto il letto del fiume Arno attraverso una imponente opera di architettura idraulica costituita da una botte-sifone in località S.Giovanni alla Vena (Pisa), realizzata il 1859.

## Storia
A seguito della colonizzazione da parte dei romani furono portate a termine in tutta la piana lucchese ingenti opere di canalizzazione e arginatura dei vari rami del fiume Serchio-Auser, che consentirono la centuriazione e quindi l'uso agricolo del territorio. Dopo la caduta dell’impero, gran parte delle opere furono abbandonate e i corsi d’acqua ripresero a scorrere in modo disordinato nella pianura lucchese, provocando l'impaludamento dell'area e la formazione del Lago di Sesto o Bientina.
Attorno all'anno 1000, per facilitare il passaggio dei monaci, provenienti dai molti monasteri presenti sul territorio, da Lucca alla vicina Guamo, sul corso del Canale Ozzeri venne edificato il Ponte dei frati. Il ponte non è più presente nella posizione iniziale e l'odierna collocazione, risalente alla prima metà del XX secolo, è posta duecento metri più in alto sul livello del mare.
Il canale Ozzeri-Rogio venne quindi scavato in età romana, ma solo con la Repubblica di Lucca furono messi a punto lavori di scavo e manutenzione allo scopo di evitare allagamenti della città e del contado. Secondo il Bongi, il primi lavori di bonifica ad essere documentati nell'area lucchese risalgono al 1182 ma si ebbe un Offizio stabile sopra l'Ozzeri e Rogio, cioè, un apposito organo governativo, solo colla legge del 7 Gennaio 1545.
Nel 1786 furono costruite le cateratte, ancora esistenti, sbocco dell’Ozzeri nel Serchio all'altezza di Cerasomma, al fine di impedire i riflusso di acque verso il lago di Bientina durante i periodi di piena del Serchio. Successivamente lo sbocco fu spostato a Rigoli.
Il 4 dicembre 2012, a seguito di un ingrossamento del canale, crollò il ponte antistante le porte vinciane di Rigoli portando alla morte di Francesco Gabbriellini che si era recato in quel punto per osservare la piena del canale. Il ponte con le porte vinciane a protezione dal canale è stato successivamente ricostruito poco più a monte.